# Henri Vervisch
Hendrik (Henri) Vervisch (Sint-Kruis, 22 oktober 1865 - 8 september 1941) was een Belgisch handelaar, brandweerman en politicus voor het Katholiek Verbond.

## Levensloop
Vervisch werd geboren in een arbeidersgezin nabij Brugge. Zelf vestigde hij zich te Brecht als handelaar. Aldaar was hij tevens actief bij de brandweer, waarbij hij in 1910 de rang van kapitein verkreeg. Deze functie oefende hij uit tot 1936. Ook was hij secretaris voor het Christelijk Middenstandverbond in het kanton Brecht.
Daarnaast was hij politiek actief. In 1936 werd hij verkozen tot Antwerps provincieraadsslid en gemeenteraadslid te Brecht. Na de verkiezingen werd Vervisch voorgesteld als burgemeester. Zijn feitelijke aanstelling vond plaats in maart 1937. Dit mandaat oefende hij uit tot 1938 waarna hij in deze hoedanigheid werd opgevolgd door Henri Van Ostaeyen. Wel bleef Vervisch actief als gemeenteraads- en provincieraadslid. Beide mandaten oefende hij uit tot zijn dood. 